# Ingrid Kristiansen

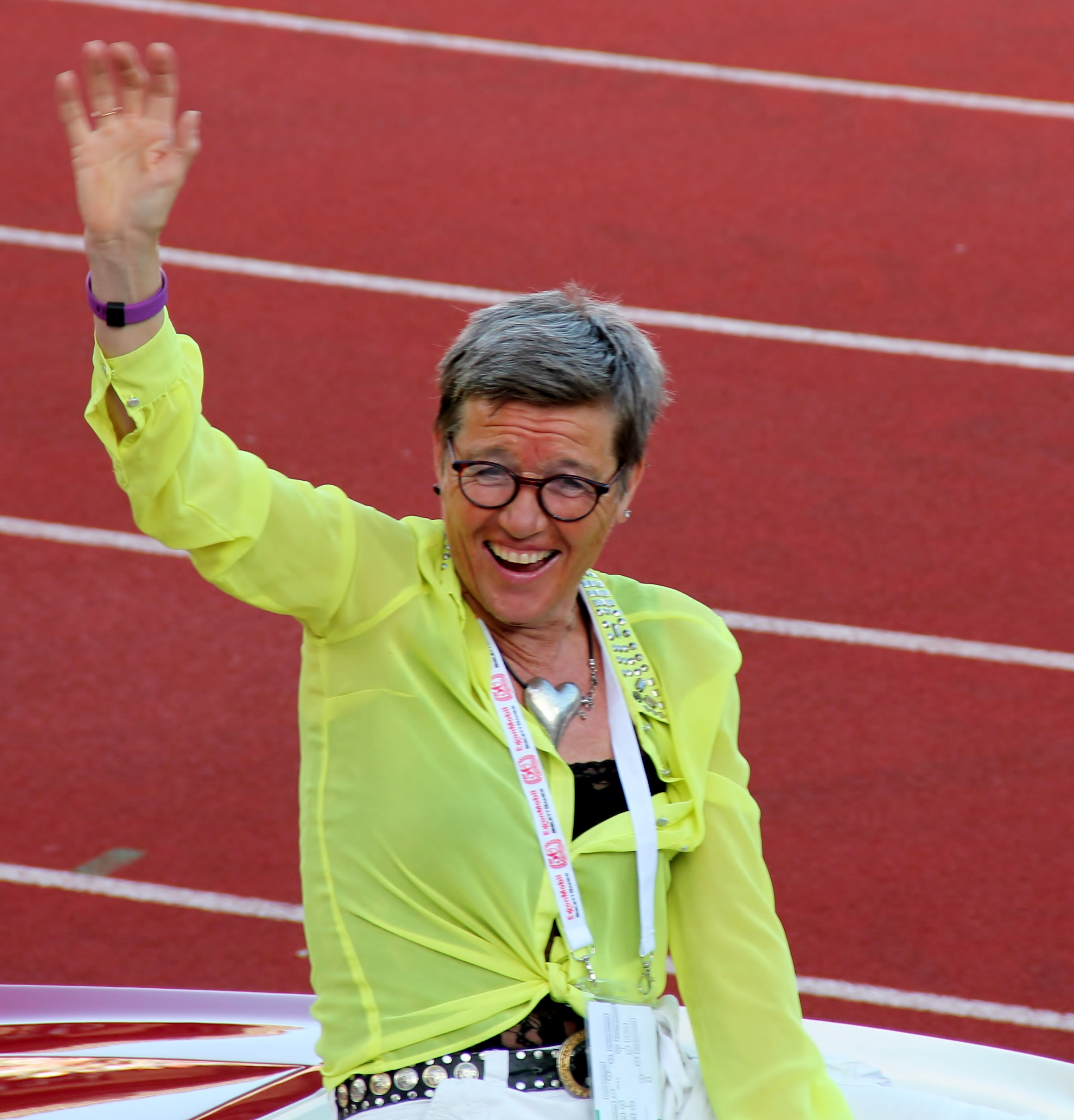
Ingrid Kristiansen in 2015 te gast bij de Bislett Games, in het stadion waaraan zij zulke goede herinneringen bewaart.

Ingrid Kristiansen, geboren als Ingrid Christensen (Trondheim, 21 maart 1956) is een voormalige Noorse langeafstandsloopster, die met name bekend raakte door haar wereldrecords in de jaren tachtig. Zij veroverde als eerste vrouw wereldtitels op zowel de baan, de weg, als bij het veldlopen, maar werd nooit olympisch kampioene. Haar beste prestatie op de Olympische Spelen was een vierde plaats op de eerste olympische marathon in 1984.

## Biografie

### Langlauf-kampioene
Veel van haar talent bouwde Kristiansen spelenderwijs op als kind. "Daardoor trainde ik als de Kenianen. Ik speelde de hele dag, meestal met jongens, zat nooit stil. Op de fiets, of met mijn ouders klimmen in de bergen bij Trondheim, met een grote rugzak. Spelen is ook een vorm van natuurlijke training." Op haar vijftiende startte zij met een serieuze vorm van training, alhoewel niet voor de atletieksport, maar voor het langlaufen. Kristiansen: "Pas op mijn 24e koos ik voor het hardlopen als sport nummer één, doordat ik mijn studie had afgerond en ging werken. Het was gemakkelijker om met een werkdag van 8.00 tot 16.00 hardloper te zijn dan een skiër." In het langlaufen boekte ze diverse successen met acht nationale titels op rij en als hoogtepunt een Europese jeugdtitel in 1974.
Intussen ging het hardlopen haar ook niet slecht af, want reeds in 1977 veroverde zij haar eerste nationale titel op de 3000 m. Dat jaar liep zij in Trondheim ook haar eerste marathon, die zij gelijk won in 2:45.15.

### Eerste WK-medaille
Drie jaar later veroverde Kristiansen haar eerste internationale hardloopmedaille. De 3000 m was nog niet opgenomen in het olympisch programma. Ter compensatie werd door de IAAF voor zowel dit nummer als voor de 400 m horden in augustus 1980 in Sittard, Nederland, een apart wereldkampioenschap voor vrouwen georganiseerd. Hier werd de Noorse derde op de 3000 m in 8.58,8. Eerder dat jaar had zij ook al aan de wereldkampioenschappen veldlopen deelgenomen, waarop zij als vijftiende was geëindigd, waarna zij in juni in Stockholm de marathon had gewonnen in 2:38.45.

### Beste wereldprestatie op 5000 m
Op 11 juli 1981 vond er in het Bislettstadion in Oslo een bijzondere 5000 m plaats. De IAAF had namelijk bepaald dat de beste 5000 metertijd van 1981 aan het eind van het jaar de boeken in zou gaan als het eerste officiële wereldrecord bij de vrouwen. De meervoudige Noorse kampioene Grete Waitz wilde graag de eerste mondiale recordhoudster zijn op deze afstand en hoopte dit te realiseren op de erkend snelle baan in het Bislettstadion. Onder de deelnemers bevond zich ook de toen nog ongehuwde Ingrid Christensen. Waitz kreeg tijdens de race echter last van een oude voetblessure, hield desondanks vol tot ruim een kilometer voor het einde, maar moest toen opgeven. Christensen nam vervolgens Waitz’s rol over en kwam, aangemoedigd door 12.000 toeschouwers, tot een beste jaarprestatie van 15.28,43. Een wereldrecord werd het evenwel toch niet. Die eer bleek weggelegd voor de Britse Paula Fudge, die twee maanden later in Knarvik 15.14,51 voor zich liet noteren.

### Brons op EK-marathon
Helemaal aan het begin van 1982 won de inmiddels getrouwde Ingrid Kristiansen de halve marathon van Egmond; zonder noemenswaardige tegenstand finishte de Noorse in de recordtijd van 1:17.06. Later dat jaar veroverde zij haar eerste kampioenschapsmedaille op de marathon. Tijdens de Europese kampioenschappen in Athene werd zij derde in 2:36.39, op ruim een halve minuut achter winnares Rosa Mota uit Portugal. Met deze prestatie zou zij ook in 1983, op de allereerste officiële wereldkampioenschappen in Helsinki, kanshebster zijn geweest voor eremetaal, ware het niet dat uit een medisch onderzoek dat voorjaar was gebleken, dat zij al zes maanden zwanger was. In augustus werd vervolgens haar eerste kind, een zoon, geboren.
Vijf maanden later, op 15 januari 1984, was Kristiansen alweer fit genoeg om de marathon van Houston te winnen in haar beste tijd tot dan toe, 2:27.51. Vervolgens werd zij in mei ook eerste op de marathon van Londen in 2:24.26 en promoveerde zij zichzelf hiermee tot een van de favorieten voor de allereerste olympische titel op de marathon tijdens de Olympische Spelen van Los Angeles, later dat jaar.

### Als eerste onder de 15 minuten
Om haar groeiende vorm te onderstrepen deed Kristiansen op 28 juni een aanval op het wereldrecord op de 5000 m, dat inmiddels sinds 1982 met 15.08,26 op naam stond van de Amerikaanse Mary Decker. Net als in 1981 was het Bislettstadion het decor en met Grete Waitz ditmaal als aandachtige toeschouwer slaagde zij in haar opzet. Met haar tijd van 14.58,89 werd zij bovendien de eerste vrouw ter wereld die door de barrière van 15 minuten heen brak. Enkele maanden later volgde echter een forse teleurstelling. Als favoriete voor de titel van start gegaan op de marathon tijdens de Spelen van Los Angeles verkeek Kristiansen, net als al haar concurrentes, zich op het hoge aanvangstempo van de Amerikaanse Joan Benoit, die zich al heel vroeg in de wedstrijd van de rest afscheidde. Waar iedereen de instorting van de Amerikaanse in de loop van de wedstrijd verwachtte, bleef die uit. De wereldrecordhoudster, die eerder dat jaar zelfs nog een knieoperatie had ondergaan, won met meer dan een minuut voorsprong in 2:24.52, voor Grete Waitz (2:26.18) en Rosa Mota (2:26.57), terwijl Kristiansen met 2:27.34 met lege handen achterbleef.

### Wereldrecords op marathon en 10.000 m
In de jaren die volgden bereikte Ingrid Kristiansen het hoogtepunt van haar atletiekcarrière. Zo won zij in 1985, een maand nadat zij op de wereldkampioenschappen veldlopen in Lissabon derde was geworden op minder dan een halve minuut achter winnares Zola Budd, de marathon van Londen in 2:21.06, een verbetering van het wereldrecord van Joan Benoit uit 1983 met ruim anderhalve minuut. Het record hield dertien jaar stand, totdat Tegla Loroupe er in 1998 op de marathon van Rotterdam 2:20.47 van maakte. Dat jaar verbeterde zij ook het wereldrecord op de 10.000 m en weer was het Bislettstadion het decor. Kristiansen had haar zinnen gezet op verbetering van het record van de Russin Olga Bondarenko uit 1984 van 31.13,78 en wilde bovendien als eerste vrouw ter wereld onder de 31 minuten duiken. De Noorse, gesteund door het enthousiaste Bislett-publiek, slaagde in haar opzet en kwam tot 30.59,42. Met deze prestatie was zij nu als enige ter wereld zowel bij de mannen als bij de vrouwen tegelijkertijd houdster geworden van de wereldrecords op de 5000 m, de 10.000 m en de marathon.
In 1986 veroverde Kristiansen haar eerste internationale titel; zij werd in Stuttgart Europees kampioene op de 10.000 m, nadat zij eerder in april van dat jaar in 2:24.55 de marathon van Boston had gewonnen, om vervolgens in juli en augustus met succes haar eigen wereldrecords op de 10.000 m en de 5000 m aan te vallen. De mondiale toptijden werden door de Noorse op 30.13,74 respectievelijk 14.37,33 gesteld. In het eerste geval was opnieuw het Bislettstadion de plaats van handeling, het tweede record realiseerde zij in Stockholm. Met dank aan de Nederlandse Elly van Hulst. Kristiansen: "Zij hielp mij in 1986 op zeer gelijkmatige wijze aan mijn 5000-meterrecord in Stockholm."

### Wereldkampioene
In 1987 begon Kristiansen opnieuw, net als in 1985, met een derde plaats op de WK veldlopen in maart, om vervolgens in Londen op de marathon een serieuze aanval te doen op haar eigen wereldrecord. Die aanval mislukte. Kristiansen: "Het was me, denk ik, onder normale omstandigheden (...) ook gelukt. In ieder geval was ik dan onder de 2.20 gebleven. Maar in een marathon moet je alles mee hebben. Je benen, je lichaam, het weer, het parkoers." Toen Kristiansen onderweg eenmaal merkte, dat zij te veel alleen moest doen, paste zij in het tweede deel van de wedstrijd haar tempo aan en won met een voorsprong van meer dan vier minuten in 2:22.48.
Voor de wereldkampioenschappen in 1987 had Kristiansen zich aangemeld als deelneemster aan de 10.000 m. Ter voorbereiding hierop won zij tijdens de Bislett Games de 10.000 m in 31.15,66, waarna er op de WK in Rome geen vuiltje aan de lucht bleek en zij, ondanks een in de loop van de race opspelende blessure, in 31.05,85 haar eerste gouden plak op een WK veroverde. Vervolgens was zij in oktober in Nederland, waar zij in 50.31 de Dam tot Damloop op haar naam schreef, op ruim anderhalve minuut gevolgd door Carla Beurskens. Eind november sloot zij het jaar in stijl af door in Monaco een tweede wereldtitel te veroveren: op de 15 km werd zij wereldkampioene op de weg in 47.17, een wereldrecordtijd.

### Twee wereldtitels binnen een week
In 1988 trok Ingrid Kristiansen de lijn van het jaar ervoor door. Eerst prolongeerde zij op 20 maart in het Australische Adelaide in een winnende 48.24 haar wereldtitel op de weg, om zes dagen later in het Nieuw-Zeelandse Auckland haar vierde wereldtitel op rij en de eerste bij het veldlopen te veroveren. Terug in Europa stond zij drie weken later alweer aan de start van de marathon van Londen, die zij opnieuw won, voor de tweede maal in successie en de vierde maal in totaal. Aan de finish had zij een voorsprong van bijna vijf minuten. Daarna nam de Noorse wat gas terug en bereidde zij zich middels deelname aan diverse baanwedstrijden voor op de 10.000 m op de Olympische Spelen in Seoel. Opnieuw waren de Bislett Games een belangrijke graadmeter, waar zij ditmaal als tweede finishte in 31.31,37. In Seoel kreeg Kristiansen in de olympische 10.000 meterfinale te kampen met een ernstige blessure. Een breuk in een botje van haar rechtervoet dwong haar tot opgave, terwijl zij aan de leiding lag. Opnieuw bleek olympisch succes niet voor haar weggelegd.

### Wereldrecord op halve marathon
In 1989 liet zij alweer vroeg in het jaar zien volledig te zijn hersteld van haar in Seoel opgelopen voetblessure. Tijdens een halve marathon in het Amerikaanse New Bedford half maart liet zij een tijd noteren van 1:08.31, drie seconden beneden het wereldrecord van Joan Benoit uit 1984. Kristiansen had weliswaar in 1987 in eigen land al eens een halve marathon in 1:06.40 gelopen, maar die tijd was nooit als record erkend. Vervolgens meldde zij zich een maand later aan de start van de marathon van Boston, die zij eerder in 1986 ook al eens had gewonnen en ook ditmaal zegevierde zij. Aan het eind van dat jaar was de marathon van New Tork aan de beurt en ook hier ging zij er met de hoofdprijs vandoor.
Daarna was er sprake van een time-out, want Ingrid Kristiansen raakte opnieuw zwanger en beviel op 1 augustus 1990 van een dochter.

### Tweede comeback
Nog was Kristiansen daarna het lopen niet moe en opnieuw kwam zij terug. In Nederland won zij in maart 1991 de City-Pier-City Loop, waarna zij zich in Boston weer aan de marathon waagde, met ditmaal een finish als zesde als resultaat. In de loop van het jaar zegevierde zij daarna in diverse prestigieuze wedstrijden, waaronder in november de Zevenheuvelenloop, maar op de WK in Tokio slaagde zij er niet in om een rol van betekenis te spelen; op de 10.000 m eindigde zij als zesde. Ingrid Kristiansen: "Er was iets fout. Goed fout. Pas na de WK van 1991 kwamen we erachter dat het een te laag bloedsuikergehalte was. Ik kon 40 to 45 minuten hardlopen, maar viel vervolgens bijna dood neer. In Tokio was ik desondanks in goede vorm. Het was warm en vochtig. Vanaf de vijfde ronde houden de herinneringen op. Ik werd vijfde of zesde. Hoe ik me na afloop voelde? Verschrikkelijk, en dacht maar aan één ding: dit wil ik niet meer. Het was alsof ik buiten mijn lichaam was getreden. Ik liep, maar was er zelf niet bij." Na een dieet voelde de Noorse zich weer goed, maar raakte zwanger van haar derde kind. Opnieuw kreeg zij een dochter.
Grote overwinningen en topprestaties bleven daarna uit, ook al veroverde Ingrid Kristiansen tot ver in de jaren negentig nog nationale titels. Haar laatste optreden in een marathon was in die van Boston in 1996, waar zij als twintigste finishte. "Sport vind ik een klein onderdeel van mijn leven, familie is voor mij veel belangrijker. Ik wilde eerder stoppen, maar ik houd van de competitie. En daarom ging ik door. Dit is mijn leven", aldus Ingrid Kristiansen begin deze eeuw.
Ingrid Kristiansen is lid geweest van het IAAF Cross Country & Road Running Comité en vicepresident van de Noorse loopvereniging.

## Titels
- Wereldkampioene 10.000 m - 1987
- Wereldkampioene 15 km - 1987, 1988
- Wereldkampioene veldlopen - 1988
- Europees kampioene 10.000 m - 1986
- Noors kampioene 1500 m - 1980, 1981, 1985, 1986
- Noors kampioene 3000 m - 1977, 1982, 1984, 1985
- Noors kampioene 5000 m - 1982, 1989, 1991
- Noors kampioene halve marathon - 1987, 1994, 1995
- Noors indoorkampioene 1500 m - 1987
- Noors kampioene veldlopen - 1978, 1979, 1984, 1986, 1987, 1992
- Europees jeugdkampioene langlaufen - 1974

## Wereldrecords
| Afstand        | Tijd     | Datum            | Plaats      |
| -------------- | -------- | ---------------- | ----------- |
| 5000 m         | 14.58,89 | 28 juni 1984     | Oslo        |
| 5000 m         | 14.37,33 | 5 augustus 1986  | Stockholm   |
| 10.000 m       | 30.59,42 | 27 juli 1985     | Oslo        |
| 10.000 m       | 30.13,74 | 5 juli 1986      | Oslo        |
| 10 km          | 30.59    | 9 april 1989     | Boston      |
| 15 km          | 47.17    | 21 november 1987 | Monaco      |
| halve marathon | 1:08.31  | 19 maart 1989    | New Bedford |
| marathon       | 2:21.06  | 21 april 1985    | Londen      |

## Persoonlijke records
Baan
| Onderdeel | Prestatie        | Datum            | Plaats    |
| --------- | ---------------- | ---------------- | --------- |
| 800 m     | 2.09,7           | 5 juli 1981      |           |
| 1500 m    | 4.05,97          | 10 augustus 1986 | Sandnes   |
| 3000 m    | 8.34,10          | 13 augustus 1986 | Zürich    |
| 5000 m    | 14.37,33 (ex-WR) | 5 augustus 1986  | Stockholm |
| 10.000 m  | 30.13,74 (ex-WR) | 5 juli 1986      | Oslo      |

Weg
| Onderdeel      | Prestatie       | Datum            | Plaats      |
| -------------- | --------------- | ---------------- | ----------- |
| 10 km          | 30.59 (ex-WR)   | 9 april 1989     | Boston      |
| 15 km          | 47.17 (ex-WR)   | 21 november 1987 | Monaco      |
| halve marathon | 1:08.31 (ex-WR) | 19 maart 1989    | New Bedford |
| marathon       | 2:21.06 (ex-WR) | 21 april 1985    | Londen      |

Indoor
| Onderdeel | Prestatie | Datum           | Plaats |
| --------- | --------- | --------------- | ------ |
| 1500 m    | 4.16,6    | 18 januari 1986 | Oslo   |

## Overige overwinningen
- EK junioren cross country ski - 1974

## Onderscheidingen
- Abebe Bikila Award - 1992
- Noors sportster van het jaar - 1986, 1987

## Palmares

### 1500 m
- 1980:  Noorse kamp. - 4.19,4
- 1981:  Noorse kamp. - 4.16,40
- 1985:  Noorse kamp. - 4.11,62
- 1986:  Noorse kamp. - 4.05,97

### 3000 m
- 1977:  Noorse kamp. - 9.36,5
- 1978:  Oslo - 9.09,5
- 1978: 4e Bislett Games - 9.02,1
- 1978:  Lyngby - 9.01,3
- 1978:  Noorse kamp. - 9.01,8
- 1978: 10e EK - 9.02,87
- 1979:  Oslo - 9.07,92
- 1979:  Noorse kamp. - 9.15,2
- 1980:  Noorse kamp. - 9.08,0
- 1980:  WK - 8.58,8
- 1981:  FBK Games - 8.57,7
- 1982:  Noorse kamp. - 9.00,5
- 1982: 8e EK - 8.51,79
- 1984:  Noorse kamp. - 9.01,90
- 1985:  Noorse kamp. - 8.52,85
- 1985:  Znamensky Memorial - 8.50,64
- 1985: 5e DN Galan - 8.51,68
- 1985:  SCAAA Peugeot Talbot Games in Londen - 8.40,34
- 1986:  Fana - 8.48,85
- 1986:  SWE vs NOR vs SUI in Lausanne - 8.47,03
- 1986:  Nikaia in Nice - 8.35,88
- 1986:  Weltklasse Zürich - 8.34,10
- 1988:  Jessheim Meeting - 8.49,56
- 1988:  Stora Invitational in Kvarnsveden - 8.45,09
- 1988:  Giro Games in Belfast - 8.43,59
- 1988: 4e Weltklasse Zürich - 8.46,38
- 1989:  Prefontaine Classic - 8.59,20
- 1989:  Stockholm Meeting - 8.46,77
- 1989: 5e Weltklasse Zürich - 8.50,69
- 1991:  Tonsberg Meeting - 8.56,01
- 1992:  NOR-ESP-SWE in Oslo - 9.06,43

### 5000 m
- 1981:  Oslo - 15.28,43
- 1981:  GBR vs NOR in Knarvik - 15.29,21
- 1982:  Florence - 15.29,34
- 1982:  Bislett Games - 15.21,81
- 1982:  Noorse kamp. - 15.30,84
- 1984:  Bislett Games - 14.58,89 (WR)
- 1985:  Oslo Games - 15.10,52
- 1985:  Nations Meeting in Londen - 14.57,43
- 1986:  FBK Games - 14.58,70
- 1986:  Stockholm Meeting - 14.37,33 (WR)
- 1987:  Bislett Games - 15.19,76
- 1988:  IAAF/Mobil Grand Prix Finale- 15.10,89
- 1989:  Noorse kamp. - 15.35,65
- 1991:  Noorse kamp. - 15.13,39

### 10.000 m
- 1985:  Bislett Games - 30.59,42 (WR)
- 1986:  Bislett Games - 30.13,74 (WR)
- 1986:  EK - 30.23,25
- 1987:  Bislett Games - 31.15,66
- 1987:  WK - 31.05,85
- 1988:  Bislett Games - 31.31,37
- 1988: DNF OS (serie 31.44,69)
- 1989:  Bislett Games - 30.48,51
- 1989:  Wereldbeker in Barcelona - 31.42,01
- 1991:  Nacht van de Atletiek - 31.20,28
- 1991: 7e WK - 32.10,75 (serie 31.50,36)

### 5 km
- 1989:  Super Bowl in Denver - 16.30

### 10 km
- 1983:  Continental Homes in Phoenix - 33.07
- 1984:  Sentrumslopet in Oslo - 31.25
- 1985:  Freihofer's Run for Women in Syracuse - 31.51
- 1986:  Miami Orange Bowl - 31.31
- 1986:  Bergen - 30.47
- 1986:  L'Eggs Mini-Marathon in New York - 31.45
- 1986:  Kopenhagen - 30.45
- 1986:  Tufts in Boston - 31.40
- 1987:  Bob Hasan Bali - 32.04
- 1987:  Sentrumslopet in Oslo - 31.52
- 1987: 5e Legg's Mini Marathon in New York - 33.23
- 1988:  Ome - 31.38
- 1988:  L'Eggs Mini-Marathon in New York - 31.31
- 1989:  Capital Bank Orange Bowl Bay Bridge Run in Miami - 32.53
- 1989:  Red Lobster in Orlando - 31.39
- 1989:  MDA Boston Milk Run - 30.59
- 1989:  Bolder Boulder - 33.59
- 1989:  Harvard Community Health Plan in Medford - 32.06
- 1991:  Hidroloppet in Porsgrunn - 32.20
- 1994:  Sentrumslopet in Oslo - 32.20
- 1995:  Oslo - 34.07

### 12 km
- 1989:  Bay to Breakers in San Francisco (12 km) – 39.14

### 15 km
- 1983:  Jacksonville River Run - 50.51
- 1986:  Gasparilla Distance Classic in Tampa - 48.01
- 1987:  WK in Monte Carlo - 47.17
- 1988:  Gold Coast in Sanctuary Cove - 50.21
- 1988:  WK in Adelaide - 48.24
- 1989:  Gasparilla Distance Classic in Tampa - 48.14
- 1991:  Zevenheuvelenloop - 48.46

### 10 Eng. mijl
- 1987:  Dam tot Damloop - 50.31

### halve marathon
- 1982:  halve marathon van Egmond - 1:17.06
- 1982:  halve marathon van Mandal - 1:11.36
- 1984:  halve marathon van Oslo - 1:10.32
- 1986:  halve marathon van Oslo - 1:07.58
- 1986:  halve marathon van Drammen - 1:09.03
- 1987:  Noorse kamp. in Sandnes - 1:06.40 (1e overall)
- 1989:  halve marathon van New Bedford - 1:08.31 (WR)
- 1991:  City-Pier-City Loop - 1:09.05
- 1991:  halve marathon van Göteborg - 1:12.30
- 1991:  Great North Run - 1:10.57
- 1994:  Noorse kamp. in Hommelvik - 1:13.14 (1e overall)
- 1995:  Noorse kamp. in Ålgård - 1:13.22 (1e overall)
- 1996:  halve marathon van Oslo - 1:14.28
- 1997: 8e halve marathon van Oslo - 1:17.28
- 1998:  halve marathon van Oslo - 1:17.24
- 2000:  halve marathon van Lake Buena Vista - 1:17.23
- 2000:  halve marathon van Oslo - 1:18.26
- 2001:  halve marathon van Lake Buena Vista - 1:19.05
- 2002: 15e? halve marathon van Oslo - 1:39.21

### marathon
- 1977:  marathon van Trondheim - 2:45.15
- 1980:  marathon van Stockholm - 2:38.45
- 1980:  marathon van New York - 2:34.24,9
- 1981:  marathon van Stockholm - 2:41.34
- 1981:  marathon van New York - 2:30.08,3
- 1982: 6e marathon van Osaka - 2:36.33
- 1982:  marathon van Stockholm - 2:34.26
- 1982:  EK - 2:36.39
- 1982: 5e marathon van New York - 2:33.36
- 1983:  marathon van Houston - 2:33.27
- 1984:  marathon van Houston - 2:27.51
- 1984:  marathon van Londen - 2:24.26
- 1984: 4e OS - 2:27.34
- 1984:  marathon van Chicago - 2:30.21
- 1985:  marathon van Londen - 2:21.06 (WR)
- 1985:  marathon van Chicago - 2:23.05
- 1986:  marathon van Boston - 2:24.55
- 1986:  marathon van Chicago - 2:27.08
- 1987:  marathon van Londen - 2:22.48
- 1988:  marathon van Londen - 2:25.41
- 1989:  marathon van Boston - 2:24.33
- 1989:  marathon van New York - 2:25.30
- 1991: 6e marathon van Boston - 2:29.24
- 1996: 20e marathon van Boston - 2:39.00

### veldlopen
- 1976:  Noorse kamp. in Lalm - 36.46
- 1977:  Noorse kamp. in Drammen - 40.00
- 1978:  Noorse kamp. in Trondheim - 11.54
- 1979: 23e WK in Limerick - 18.10
- 1979:  Noorse kamp. in Oslo - 13.40
- 1980: 15e WK in Parijs - 16.18
- 1980:  Noorse kamp. in Farstad - 13.44
- 1981: 16e WK in Madrid - 14.47
- 1981:  Noorse kamp. in Mandal - 13.12
- 1981:  Lidingoloppet - 55.40
- 1982: 6e WK in Rome - 14.50,9
- 1982:  Noorse kamp. in Sandefjord - 13.10
- 1982:  Noorse kamp. in Oslo - 34.23
- 1983: 35e WK in Gateshead - 14.35
- 1984: 4e WK in East Rutherford - 16.04
- 1984:  Noorse kamp. in Hønefoss - 19.32
- 1985:  WK in Lissabon - 15.27
- 1986:  Noorse kamp. in Bergen - 19.45
- 1987:  Noorse kamp. in Stavanger - 19.32
- 1987:  WK in Warschau - 16.51
- 1987:  Lidingoloppet - 51.58
- 1988:  L'Equipe in Parijs - 16.55
- 1988:  WK in Auckland - 19.04
- 1992:  Noorse kamp. in Strømmen - 21.14
- 1992:  Noorse kamp. in Modum - 33.01

1987 Ingrid Kristiansen ·
1991 Liz McColgan ·
1993 Wang Junxia ·
1995 Fernanda Ribeiro ·
1997 Sally Barsosio ·
1999 Gete Wami ·
2001 Derartu Tulu ·
2003 Berhane Adere ·
2005 Tirunesh Dibaba ·
2007 Tirunesh Dibaba ·
2009 Linet Masai ·
2011 Vivian Cheruiyot ·
2013 Tirunesh Dibaba ·
2015 Vivian Cheruiyot ·
2017: Almaz Ayana ·
2019 Sifan Hassan ·
2022 Letesenbet Gidey ·
2023 Gudaf Tsegay
- Bibsys: 90191267
- World Athletics: 14292693
- Library of Congress Control Number: no98080882
- Virtual International Authority File: 38994693
- WorldCat: E39PBJjt8JMmYbkmt9PRkpQ6rq